# Jean-Baptiste Biot
Jean-Baptiste Biot   (París, 21 d'abril de 1774 - París, 3 de febrer de 1862) fou un físic, astrònom i matemàtic francès conegut, entre altres aportacions, per la Llei de Biot-Savart.

## Biografia
Jean-Baptiste Biot va néixer a París el 21 d'abril de 1774. El seu pare, un alt funcionari de París, volia que estudiés comerç, però Biot va escollir humanitats al Collège Louis-le-Grand fins al 1791. Després d'una breu estança a Le Havre, treballant d'administratiu, s'enrola a l'exèrcit revolucionari el 1792, participant en la batalla de Hondschoote (1793). Malalt, decideix tornar a casa dels seus pares.
El 1794 forma part de la primera promoció d'estudiants de l'École polytechnique, graduant-se el 1797 i atraient l'atenció dels seus professors Monge, Laplace i Lacroix. Gràcies a la influència d'aquest darrer, aconsegueix un lloc de professor de matemàtiques a l'Escola Central de Beauvais. Aquest mateix any de 1797 contrau matrimoni amb Gabrielle Brisson, germana del seu company d'estudis Barnabé Brisson i filla de Mathurin Jacques Brisson. Tindrà un fill, Édouard Constant (1803-1850), també reputat enginyer i sinòleg, tot i que mort prematurament.
El 1801 torna a París en ser nomenat professor de física matemàtica del Collège de France. L'11 d'abril de 1803 és escollit membre de l'Acadèmia de les Ciències.
A partir de 1803 es compromet en una ampla sèrie de treballs experimentals: El 1803 estudia un meteorit caigut a L'Aigle per demostrar-ne el seu origen extraterrestre, el 1804 ascendeix juntament amb Joseph-Louis Gay-Lussac a quatre mil metres amb un globus aerostàtic per tal d'estudiar l'atmosfera terrestre, i comença la seva fructífera col·laboració amb François Aragó en la mesura de l'arc del meridià terrestre, treball interromput per la mort de Méchain el 1804 a Castelló de la Plana.

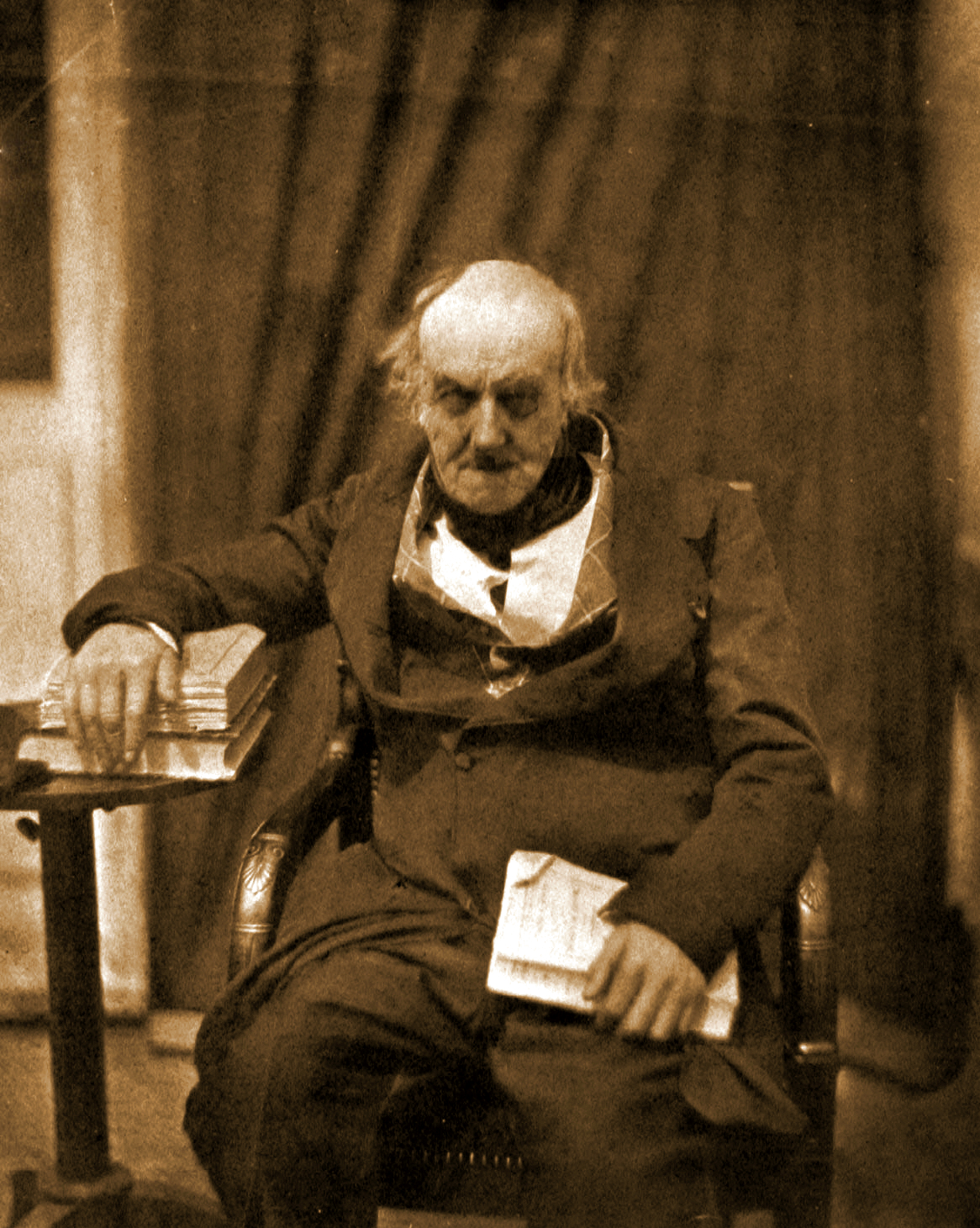
Fotografia (calotip) de Biot de 1851 per Henri Victor Regnault.

Aragó i Biot van arribar a les costes catalanes i balears el 1806 i van visitar les instal·lacions fetes per Méchain, ajudats pels comissionats del govern espanyol, senyors siscar, Chaix, Pedrayes i Rodríguez. En començar la guerra del Francès (1808), Biot retorna a París; Aragó trigarà molt més a tornar després de nombroses aventures.
Aquests treballs de mesura del meridià, els posarà en comú amb els treballs britànics el 1817 amb un equip de treball en el que també participaran Aragó, Alexander von Humboldt i l'astrònom reial, James Pound.
El 1809, Biot és nomenat catedràtic d'astronomia de la Facultat de Ciències de la Universitat de París, càrrec que mantindrà fins a la seva jubilació.
El 1840 va rebre la medalla Rumford pels seus estudis sobre la polarització de la llum en passar a través de diferents compostos químics.

## Obres
Biot va aconseguir una sòlida reputació en la comunitat científica pels seus treballs empírics sobre el terreny: estudi dels meteorits, longitud de l'arc de meridià, ascensions en globus aerostàtics, propietats elèctriques, magnètiques i químiques de l'atmosfera a diferents alçades, longitud dels pèndols a diferents latituds, etc. Entre 1808 i 1815 va publicar una sèrie d'articles al Mercure de France, destinats a un públic no especialista, en els que va ajudar a assentar les bases del que avui considerem ciència.
Una de les seves aportacions més notables va ser la llei de Biot-Savart que caracteritza la interacció de forces en un circuit elèctric. Inicialment considerada contradictòria amb la llei d'Ampère, aviat es va veure que eren experimentalment equivalents.
Biot, com també Aragó, es van involucrar en el naixement de la aleshores naixent fotografia: mentre Aragó era partidari de les plaques de vidre inventades per Daguerre, Biot va ser partidari del paper mullat amb emulsions de plata inventat per Talbot.
També va fer traduccions i estudis sobre història de l'astronomia especialment d'Egipte, de l'Índia i de la Xina, tot i que aquestes últimes van quedar eclipsades pels treballs posteriors del seu fill Édouard Biot.
A part de més de tres-cents articles publicats a revistes científiques, els llibres més importants de Biot són:
- Analyse du Traité de mécanique céleste de P. S. Laplace (Paris, 1801)
- Traité analytique des courbes et des surfaces du second degré (Paris, 1802)
- Traité élémentaire d'astronomie physique, 2 vols. (Paris, 1802; 3a ed., 10 vols., 1841–1857)
- Essai sur l'histoire générale des sciences pendant la Révolution française (Paris, 1803)
- Recherches sur les réfractions extraordinaires qui ont lieu prés de l'horizon (Paris, 1810)
- Recherches experimentales et mathématiques sur les mouvements des molécules de la lumiere autour de leur centre de gravite (Paris, 1814)
- Traité de physique, 4 vols (Paris 1816)
- Précis élémentaire de physique expérimentale, 2 vols. (Paris, 1817)
- Recueil d'observations géodésiques, astronomiques et physiques, executées par ordre du Bureau des Longitudes de France en Espagne, en France, en Angleterre et en Ecosse pour déterminer la variation de la pesanteur et des degrés terrestes sur le prolongement du méridien de Paris (Paris, 1821)
- Recherches sur plusieurs points de l'astronomie égyptienne, appliquées aux monuments astronomiques trouvés en Egypte (Paris, 1823)
- Notions élémentaires de statique (Paris, 1828)
- Instructions pratiques sur l'observation et la mesure des propriétés optiques appelées rotatoires, 3 vols. (Paris, 1859)
- Études sur l'astronomie indienne (Paris, 1859)
- Études sur l'astronomie indienne et sur l'astronomie chinoise (Paris, 1862)